# Powerball Австралия
Powerball (Австралия) (или Oz Powerball) — австралийская лотерея под руководством организации New South Wales Lotteries в Новом Южном Уэльсе и в столице, организации Tatts Group в Виктории и Тасмании, организации Golden Casket в Квинсленде, Лотерейной Комиссии Южной Австралии и организации Lotterywest в Западной Австралии.
Согласно обновленным правилам с марта 2013 года во время тиража лотереи Oz Powerball вытягиваются 6 стандартных номеров из 40 и один шар Powerball из отдельной выборки в 20 номеров. Самый крупный джекпот лотереи Oz Powerball равнялся AU$33 миллиона. Большинство джекпотов принадлежат одному победителю.
Между американской и австралийской версиями лотереи Powerball существуют заметные отличия. В США билет считается выигрышным, если выбранный шар Powerball совпадает с аналогичным, вытянутым во время тиража, (в американской игре 39 шаров Powerball), в то время как в австралийской версии игры необходимо угадать по крайней мере 3 номера, 2 из которых должны быть стандартными и один — шар Powerball. Американский джекпот также оценивается по уровню годовых выплат (с возможностью получить выигрыш наличными), в то время как австралийские победители получают выигрыш только единовременной выплатой наличными. Призы американской лотереи Powerball облагаются налогами, призы австралийской лотереи не подлежат налогообложению. Также все призы американской версии лотереи делятся поровну между победителями в каждой категории, в австралийской версии лотереи все призы кроме джекпота фиксированы.
Ведущий тиражей лотереи Powerball Австралия — Трой Эллис. Тиражи транслируются по телевидению в случае, если призовой фонд первой категории превышает 15 миллионов.
Игра претерпела изменения 1 марта 2013 года, после чего во время тиража вытягиваются 6 основных номеров и 1 номер Powerball. Также была добавлена 8-я призовая категория (2 основных номера + номер Powerball). Дополнительные изменения включают увеличение цены ставки на 10 центов и введение опции QuickHit40, которая «раскручивает» 40 шаров Powerball, но не гарантирует приз.

## Рекорды
1 марта 2007 года разыгранный призовой фонд первой категории впервые в Австралии составил $33 миллиона. 
5 июня 2008 года призовой фонд первой категории разыгран в размере $58.737.207,41. На тот момент это был самый крупный приз в истории австралийских лотерей. С тех пор рекорд был побит лотереей Oz Lotto 30 июня 2009 года, когда приз первой категории составил $90 миллионов.
30 июля 2009 года призовой фонд первой категории достиг $80 миллионов, это был рекорд лотереи Powerball. В этом тираже было несколько победителей джекпота.

## Вероятности выигрыша
| Призовая категория | Совпадения    | Вероятность выигрыша на 12 ставок |
| ------------------ | ------------- | --------------------------------- |
| 1                  | 6 + Powerball | 1 из 6.397.300                    |
| 2                  | 6             | 1 из 336.700                      |
| 3                  | 5 + Powerball | 1 из 31.360                       |
| 4                  | 5             | 1 из 1.651                        |
| 5                  | 4 + Powerball | 1 из 761                          |
| 6                  | 3 + Powerball | 1 из 54                           |
| 7                  | 4             | 1 из 40                           |
| 8                  | 2 + Powerball | 1 из 10                           |

## Призы
| Категория | Совпадения    | % Общего призового фонда | Вероятность     |
| --------- | ------------- | ------------------------ | --------------- |
| 1         | 6 + Powerball | 40 %                     | 1 из 76.767.600 |
| 2         | 6             | 3,25 %                   | 1 из 4.040.400  |
| 3         | 5 + Powerball | 3,4 %                    | 1 из 376.312    |
| 4         | 5             | 1,9 %                    | 1 из 19.806     |
| 5         | 4 + Powerball | 1,45 %                   | 1 из 9.123      |
| 6         | 3 + Powerball | 12,65 %                  | 1 из 641        |
| 7         | 4             | 11,35 %                  | 1 из 480        |
| 8         | 2 + Powerball | 26 %                     | 1 из 110        |

## Блокировка в России
Некоторое время игра в австралийские лотереи была свободно доступна через Интернет. Однако в начале 2016 Федеральная налоговая служба включила в Реестр запрещённых сайтов несколько десятков сайтов, занимающихся продажей лотерейных билетов
. Это мера затруднила российским игрокам доступ к Oz Powerball и другим австралийским лотереям.